# Rossijskije schelesnyje dorogi

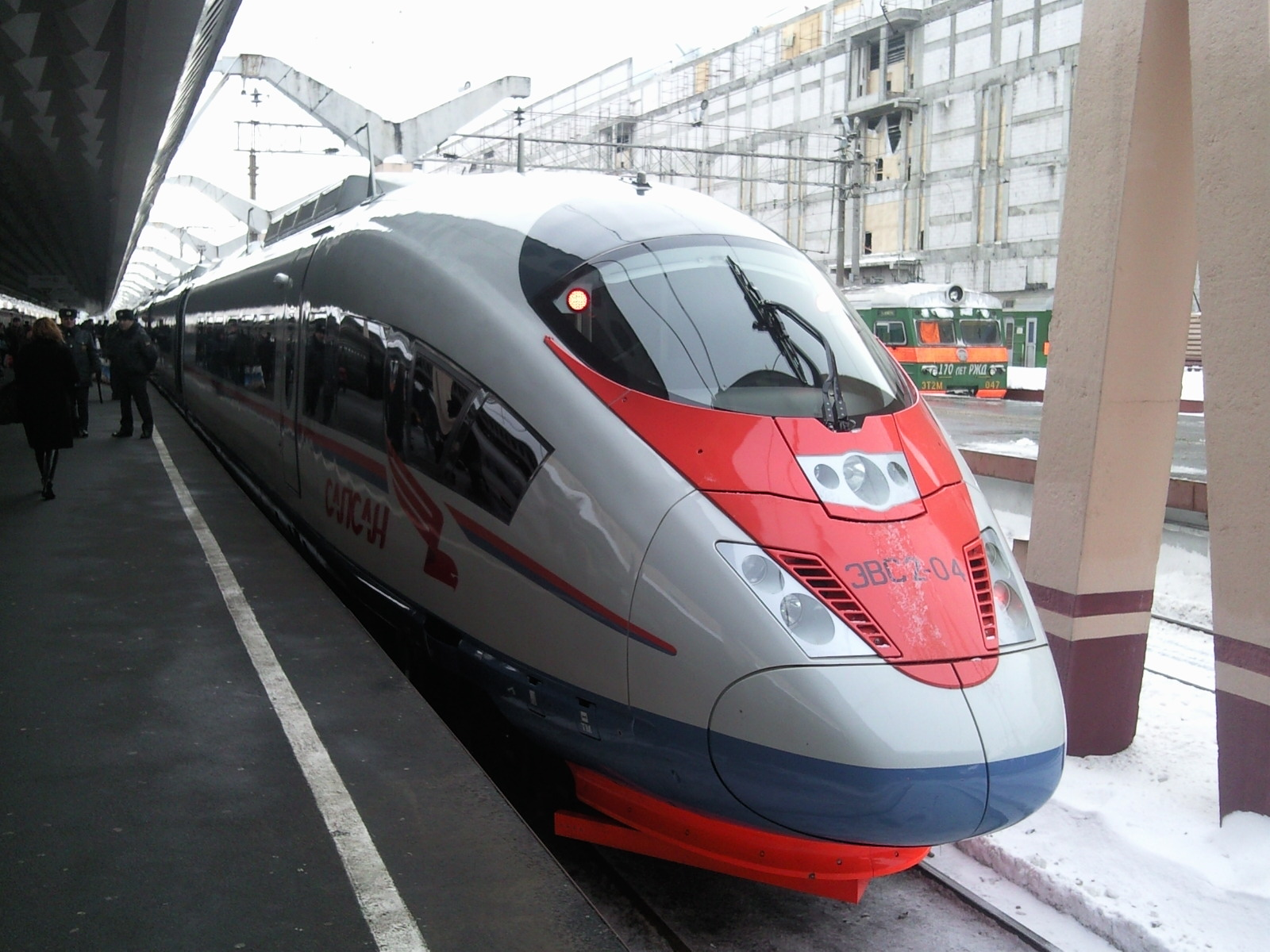
Sapsan in Sankt Petersburg

Die Russischen Eisenbahnen (russisch Российские железные дороги Rossijskije schelesnyje dorogi; Abk. РЖД / RŽD) sind das staatliche Eisenbahnunternehmen der Russischen Föderation.

## Organisation

Die wichtigsten Strecken der RŽD

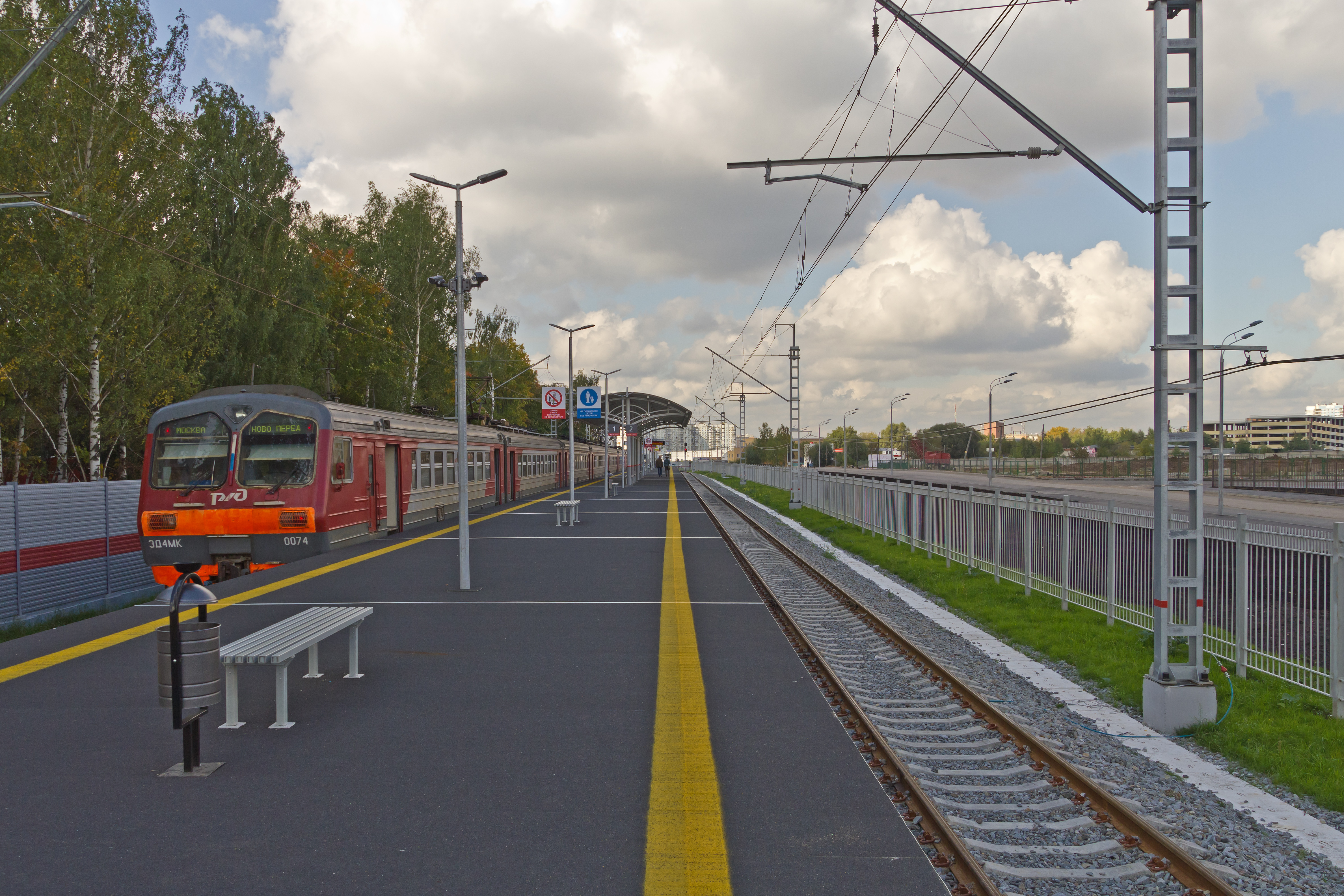
Nahverkehrszug ED4M des Herstellers Transmaschholding, an dem die RŽD beteiligt sind

Die RŽD sind als offene Aktiengesellschaft (russisch Публичное акционерное общество, Abkürzung PAO) organisiert.
Vorstandsmitglieder sind u. a. Dmitri Tschernyschenko (Gazprom-Media), der Minister für Bau- und Wohnungswesen Irek Faisullin und der Verkehrsminister Witali Saweljew. Sie wurden von der Europäischen Union sanktioniert, da sowohl Militärangehörige als auch militärische Ausrüstung der russischen Streitkräfte mit den russischen Eisenbahnen für den russischen Überfall auf die Ukraine in die Gebiete in der Nähe der ukrainischen Grenze transportiert wurden.
Die Aktiengesellschaft ist in regionale Eisenbahnbetriebe unterteilt; diese betreiben ein Streckennetz mit einer Gesamtlänge von etwa 85.200 Kilometern mit der Spurweite 1520 mm. Davon sind 22.000 Kilometer mit Wechselspannung 25.000 V (50 Hz) und 18.800 Kilometer mit Gleichspannung 3000 V elektrifiziert. Der Hauptsitz der Gesellschaft befindet sich in Moskau. Sie betreibt außerdem das Allrussische Forschungsinstitut für Schienenverkehr mit der Teststrecke bei Schtscherbinka südlich von Moskau.
Weiter betreiben die RŽD seit dem 1. Juni 2008 für zunächst 30 Jahre die Eisenbahn in Armenien unter dem Namen Südkaukasus-Eisenbahn (Russisch: Juschno-kawkaskaja schelesnaja doroga), nachdem sie eine entsprechende Ausschreibung gewonnen hatten. Während dieses Zeitraums sollen mindestens 570 Millionen USD investiert werden, 70 Prozent davon in die Infrastruktur.
Die Fahrpläne der RŽD gaben vor dem 1. August 2018, gleichgültig in welcher der elf Zeitzonen des Landes, immer die Moskauer Zeit an.

## Geschichte
Die am 18. September 2003 auf Beschluss der Regierung der Russischen Föderation gegründeten RŽD übernahmen den in Russland gelegenen Teil der Eisenbahninfrastruktur und der Fahrzeuge der Sowjetischen Eisenbahnen.
Die Verflechtung staatlicher und unternehmerischer Aufgaben, die Quersubventionierung defizitärer Unternehmensbereiche sowie die niedrige technische Qualität und der geringe Komfort für Fahrgäste waren Anlass für eine Eisenbahnstrukturreform. In der ersten Etappe 2001 bis 2002 wurden staatliche und unternehmerische Aufgaben getrennt. Am 1. Oktober 2003 wurde die Umwandlung der Bahngesellschaft in eine Aktiengesellschaft eingeleitet. Dabei gingen die unternehmerischen Aufgaben in einer sogenannten offenen Aktiengesellschaft auf. Sie wurde aus dem ehemaligen Eisenbahnministerium ausgegliedert. Dabei übernahm die Aktiengesellschaft das gesamte Eisenbahnvermögen.
Die zweite Etappe 2003 bis 2005 hatte die Förderung des Wettbewerbs im Güterverkehr, die Effizienzsteigerung in der Verwaltung und die Verringerung der Quersubventionierung des Personenverkehrs zum Ziel. Zahlreiche Tochtergesellschaften wurden gegründet und ein neues Tarifsystem eingeführt. Seit 2004 bilanziert jeder Geschäftsbereich separat.
In der dritten Etappe 2006 bis 2010 (Investitionsphase) wurde eine Holding für zwei Güterverkehrs- und eine Personenverkehrsgesellschaft gebildet. Der damalige Ministerpräsident von Russland, Wladimir Putin, kündigte 2008 ein umfangreiches Eisenbahnentwicklungsprogramm bis 2030 mit Investitionen von 380 Milliarden Euro an. Mit diesen Mitteln sollen neue Lokomotiven und Wagen angeschafft sowie 20.000 km Bahnstrecke gebaut werden. Damit sollen auch abgelegene Regionen einen Bahnanschluss erhalten.
2020 befahl Präsident Putin den Kauf von jährlich 500 neuen Lokomotiven. Ende 2024 war die Rede in 10 Jahren 10.000 Lokomotiven zu ersetzen.
Angesichts des russischen Überfalls auf die Ukraine und der daraufhin beschlossenen Wirtschaftssanktionen hat die UIC Anfang März 2022 die Mitgliedschaft der Russischen Eisenbahn einschließlich ihrer Tochtergesellschaften suspendiert. Eisenbahntechnik darf aufgrund der EU-Sanktionen von dort nicht mehr nach Russland ausgeführt werden, weil die RZD eine tragende Rolle in der russischen Militärlogistik einnimmt. Von den Sanktionen betroffen waren unter anderem die Auslieferung weiterer Sapsan-Hochgeschwindigkeitszüge und die Wartung der Strizh-Züge (Talgo).
Durch den Krieg gab es knappes Personal und höhere Löhne. 2025 stiegen die Güterpreise und es gab weniger Fracht. Die Güterverladungen waren im April und Mai rund 9 Prozent rückläufig.

## Regionale Gliederung

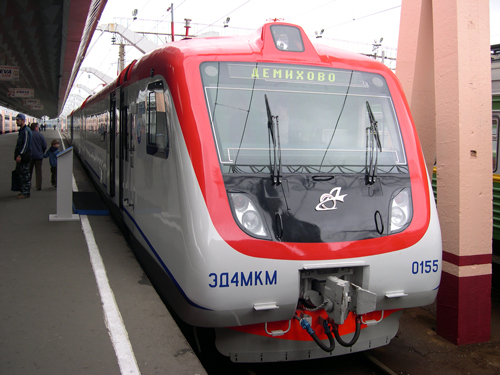
RŽD-Elektrotriebzug ED4MKM

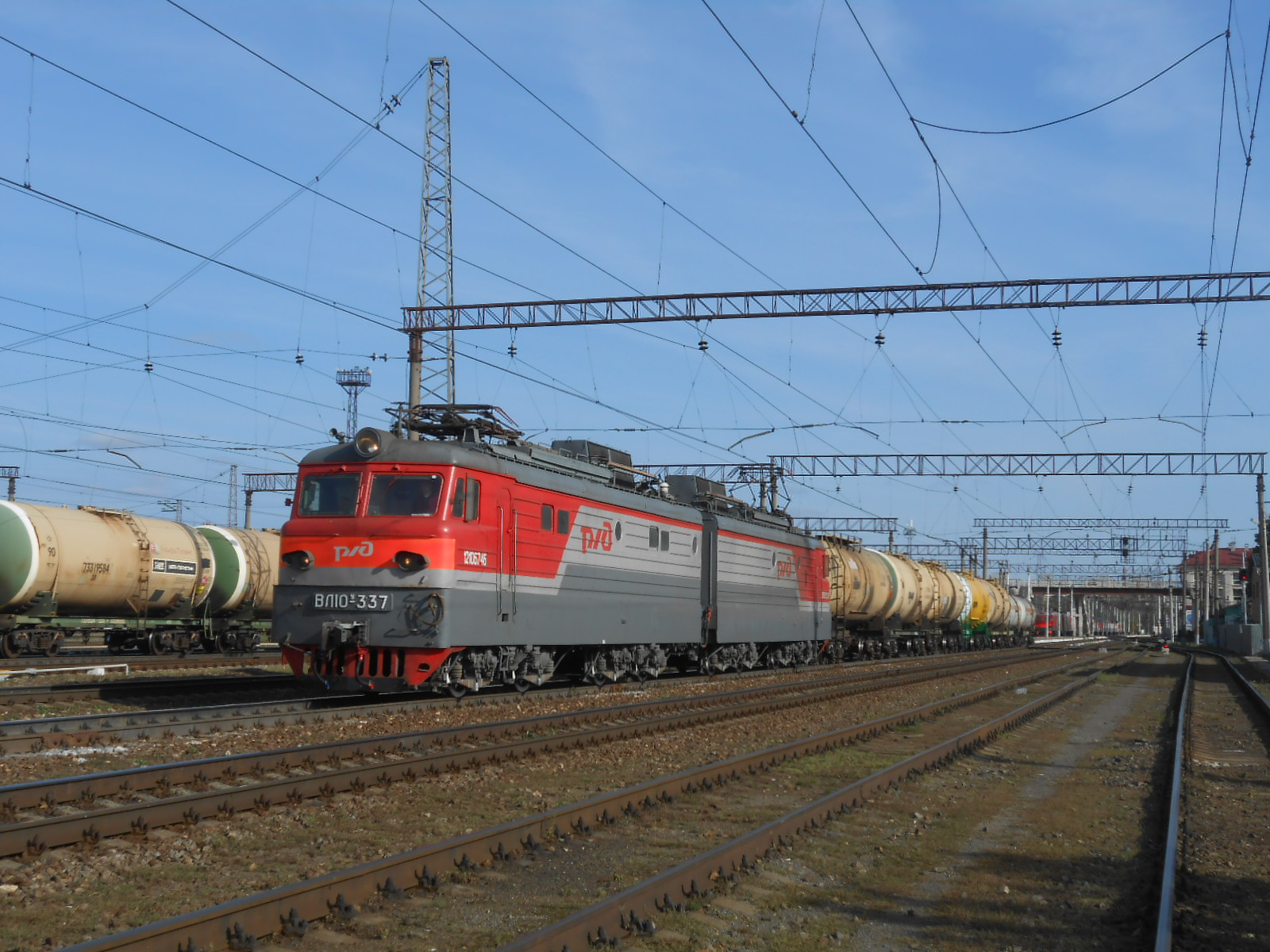
Elektrische Gleichstromlokomotive VL10 der Regionalabteilung Süd-Ural

Die RŽD bestehen aus 16 regionalen Eisenbahnen:
- Fernost-Eisenbahn; Sitz: Chabarowsk

Region Primorje, Region Chabarowsk, Jüdische Autonome Oblast, Oblast Amur (teilweise), Jakutien, Sachalin
- Gorkier Eisenbahn; Sitz: Nischni Nowgorod

Oblast Wladimir, Oblast Nischni Nowgorod, Oblast Kirow, Mari El, Tschuwaschien, Udmurtien, Tatarstan (teilweise), Mordwinien (teilweise), Baschkortostan (teilweise), Region Perm (teilweise), Oblast Swerdlowsk (teilweise)
- Südost-Eisenbahn; Sitz: Woronesch
- Südural-Eisenbahn; Sitz: Tscheljabinsk
- Kaliningrader Eisenbahn; Sitz: Kaliningrad

Oblast Kaliningrad
- Krasnojarsker Eisenbahn; Sitz: Krasnojarsk

Region Krasnojarsk, Oblast Irkutsk (teilweise), Oblast Kemerowo (teilweise)
- Kuibyschewer Eisenbahn; Sitz: Samara
- Moskauer Eisenbahn; Sitz: Moskau
- Oktober-Eisenbahn; Sitz: Sankt Petersburg
- Wolga-Eisenbahn; Sitz: Saratow
- Transbaikal-Eisenbahn; Sitz: Tschita

Region Transbaikalien, Oblast Amur (teilweise)
- Westsibirische Eisenbahn; Sitz: Nowosibirsk

Oblast Omsk, Oblast Tomsk, Oblast Nowosibirsk, Region Altai, Oblast Kemerowo (teilweise)
- Nordeisenbahn; Sitz: Jaroslawl
- Nordkaukasus-Eisenbahn; Sitz: Rostow am Don
- Swerdlowsker Eisenbahn; Sitz: Jekaterinburg
- Ostsibirische Eisenbahn; Sitz: Irkutsk

Burjatien, Oblast Irkutsk, Region Transbaikalien (teilweise)

## Geplante oder in Bau befindliche Strecken
- Oblast Woronesch/Oblast Rostow: Bahnstrecke Schurawka (bei Kantemirowka)–Millerowo: Umgehung der Ostukraine[16]
- Oblast Murmansk: Wiederaufbau der Bahnstrecke Laurila–Kandalakscha zwischen Alakurtti und Salla (Finnland)
- Region Stawropol/Kalmückien: Strecke Budjonnowsk–Neftekumsk–Artesian
- Republik Komi: Strecke Timan–Tschinjaworyk
- Oblast Archangelsk/Republik Komi: Strecke Karpogory–Wendinga (Fertigstellung der Verbindung Archangelsk–Syktywkar, Nordabschnitt der sogenannten „Belkomur“)[17]
- Republik Komi/Region Perm: Neubaustrecke Syktywkar–Perm (Südabschnitt der sogenannten „Belkomur“)
- Nordossetien-Alanien: Strecke Wladikawkas–Zchinwali (Südossetien)
- Republik Sacha (Jakutien): Strecke Aldan–Jakutsk (Anbindung der Stadt Jakutsk an das Schienennetz)
- Region Chabarowsk/Oblast Sachalin: Strecke Jagodny–Nogliki (Querung des Tatarensunds, Anbindung der Insel Sachalin an das Streckennetz)

## Statistik
Das Anlagevermögen der RŽD lag 2019 bei 2,9 Mrd. Euro. Mit 720.000 Mitarbeitern (was etwa 1 % aller abhängig Beschäftigten und einem Viertel aller im Transport-Bereich in Russland Tätigen entspricht) ist die Russische Eisenbahn einer der größten Logistikkonzerne weltweit. Sie trägt mit 5,5 % zum russischen Bruttoinlandsprodukt bei.

### Personenverkehr
- Diagrammdaten:
- Definition |
- Hilfe

2019 nutzten 1,2 Mrd. Fahrgäste die RŽD. Dafür standen 20.600 Personenwagen (2016) zur Verfügung. Die Beförderungszahlen im Personenverkehr sinken weiterhin, ebenso der Anteil in diesem Segment des Verkehrsmarktes. 2017 hatte die Bahn hier einen Anteil von 25 %, ein Minus von 2 % gegenüber dem Vorjahr. Dabei stieg die Zahl der Reisenden 2017 um 7,8 % gegenüber dem Vorjahr auf 1.118 Millionen. Höchste Wachstumsraten erzielte dabei der Hochgeschwindigkeitsverkehr (31,6 %), der allerdings mit 12,4 Mio. Reisenden nur etwa 1 % des gesamten Personenverkehrs ausmacht (übriger Fernverkehr: 8 % / 90 Mio. Reisende, Vorortverkehr: 91 % / 1016 Mio. Reisende). Allein 10 % der Reisenden wurden auf und innerhalb des inneren Moskauer Eisenbahnrings befördert. Bedingt durch die COVID-19-Pandemie war der Rückgang bei den Fahrgastzahlen 2020 drastisch: Die Zahl der Reisenden sank um 28,9 %, die von ihnen zurückgelegten Zugkilometer um 41,4 %.
Fahrgastzüge werden in der Regel von den regionalen Eisenbahngesellschaften betrieben. Ausgenommen hiervon sind Fernreisezüge von nationaler Bedeutung (wie die Schlafwagenkurse auf der Transsibirischen Eisenbahn). Deren Betrieb erfolgt direkt durch die föderale Passagiergesellschaft (Федеральная пассажирская компания), die auch die landesweiten Buchungs- und Fahrscheinsysteme betreibt. Die Lokomotiven werden jeweils von den örtlichen Gesellschaften gestellt und bei längeren Strecken aufgrund der unterschiedlichen Stromsysteme oft mehrmals gewechselt.

### Güterverkehr
2003 betrug der Anteil der RŽD am Gütertransport in Russland etwa 40 %., 2019 waren es 46 %, wobei 1,3 Mrd. Tonnen Fracht transportiert wurden. 2020 konnte der Anteil der RŽD am Gütertransport auf 47,3 % gesteigert werden. Diese Zahlen errechnen sich, wenn der Transport durch Pipelines eingeschlossen wird. Ohne den Gütertransport durch Pipelines hatte die russische Eisenbahn 2020 einen Anteil von 87 % am Gütertransport im Land.
Die Zahl der transportierten Container-Einheiten (TEU) lag 2019 bei etwas über 5 Mio., 2020 stieg die Zahl auf 5,8 Mio. Im Schnitt verkehrten täglich 500 Container-Ganzzüge. Der Zuwachs ist auch darauf zurückzuführen, dass inzwischen selbst Schüttgut, etwa Kohle, in entsprechenden offenen Containern transportiert wird. 800.000 TEU entfielen dabei auf den Transitverkehr und davon wiederum 561.000 TEU zwischen der Volksrepublik China und der Europäischen Union.

## Personenverkehr

### Inland
Die RŽD sind das größte Verkehrsunternehmen in Russland. Im Binnenverkehr ist und war Russland, ebenso wie die Sowjetunion, aufgrund der großen Entfernungen zwischen den Siedlungszentren im Fernverkehr, ein klassisches Land der Nacht- und Schlafwagenzüge. Dies ist nach wie vor auch der überwiegende Teil des Angebots im Personenfernverkehr. Die verwendeten Wagen werden nach und nach durch Neubauten ersetzt, darunter auch Doppelstock-Schlafwagen.
Nach Modernisierung der Infrastruktur und der Beschaffung neuer Fahrzeuge, die es ermöglichen, höhere Geschwindigkeiten zu fahren, werden zunehmend aber auch „Schnelle Tagzüge“ im Fernverkehr angeboten. Sie bieten überwiegend Sitzplätze. Dies geschieht auf Entfernungen von 500 bis 700 Kilometer. Das System wurde 2010 eingeführt. 2017 nutzten 12,1 Mio. Reisende diese Verbindungen. 2019 verkehrten Tageszüge im Fernverkehr unter anderem auf den Strecken:
- Moskau–
  - St. Petersburg
  - Saransk
- St. Petersburg–
  - Wyborg(–Helsinki)
  - Petrosawodsk
  - Moskau
- Wolgograd–
  - Krasnodar
  - Astrachan
- Nowgorod–Kirow
- Kasan–Ischewsk
- Jekaterinburg–
  - Perm
  - Kamensk-Uralski–Kurgan
- Kamensk-Uralski–Tscheljabinsk
- Tscheljabinsk–Kurgan
- Tjumen–Omsk
- Chabarowsk–Wladiwostok

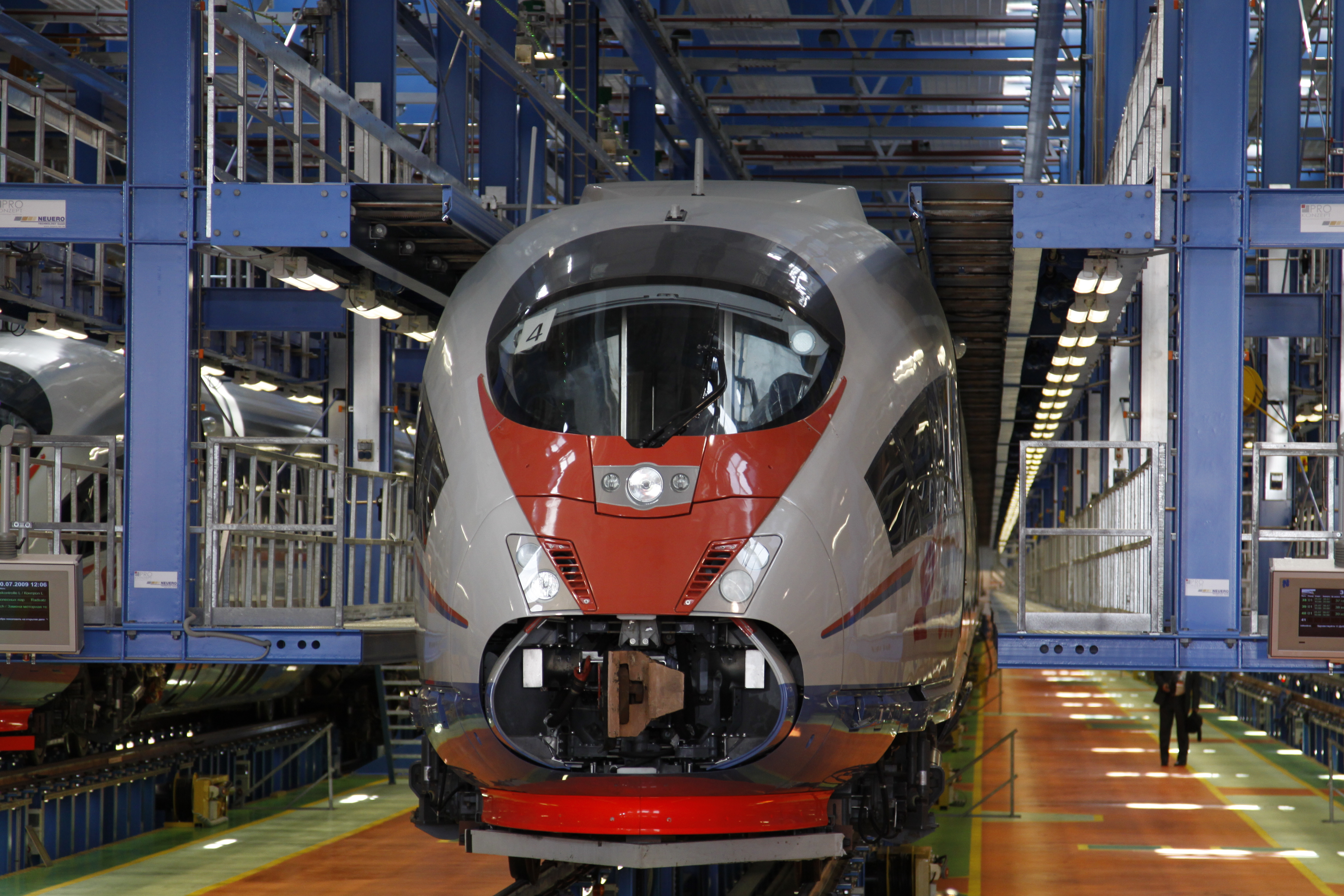
Im Betriebswerk Metallostroy, südöstlich von Sankt Petersburg

Maßnahmen der RŽD während der COVID-19-Pandemie werden in einem Aufruf der RŽD an ihre Fahrgäste dargestellt.

### Auslandsverbindungen

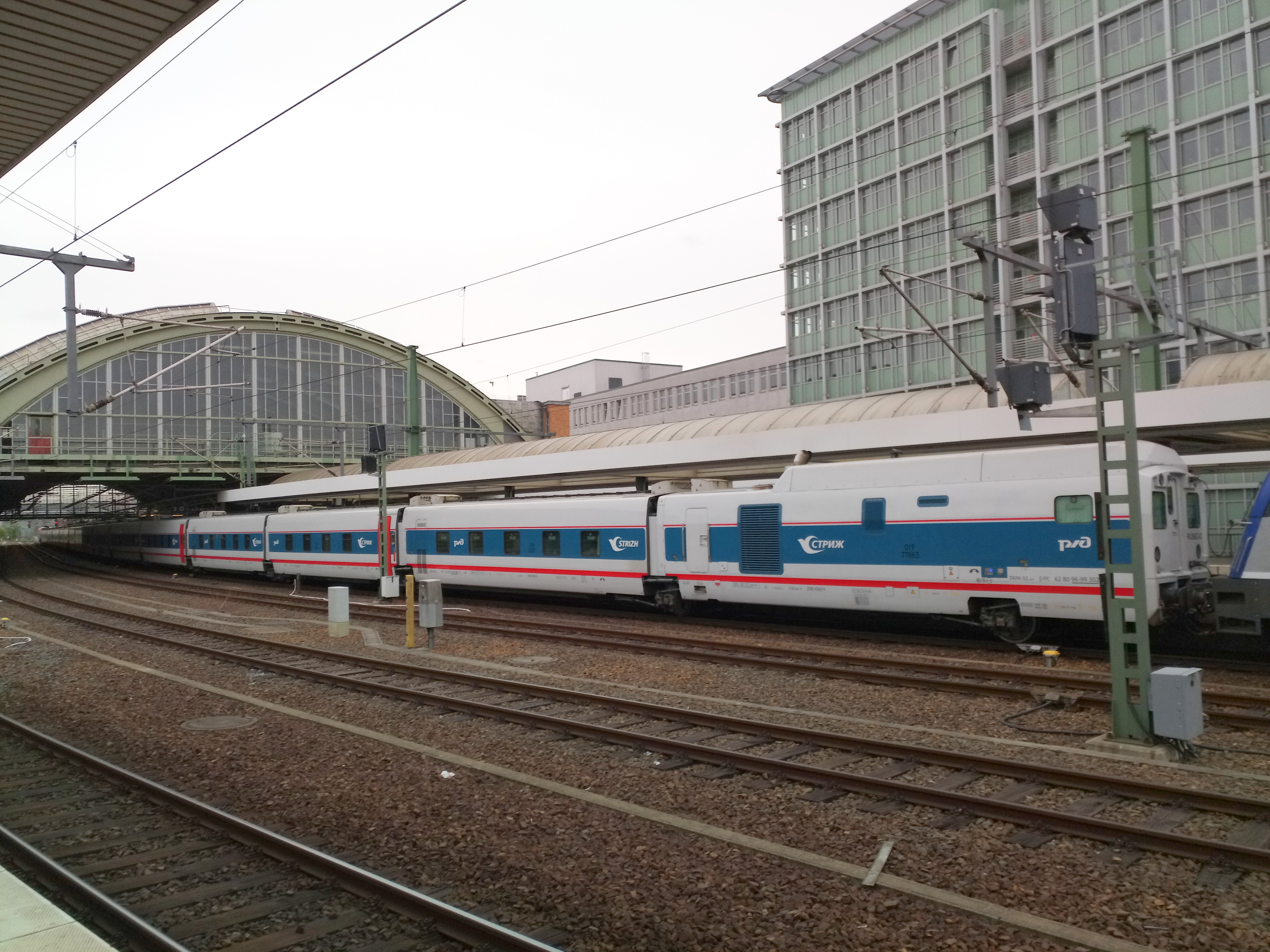
Der Strizh in Berlin Ostbahnhof

Da die Strecken in Russland die Breitspur von 1520 mm aufweisen, die Eisenbahnnetze Mittel- und Westeuropas sowie Chinas jedoch Normalspur von 1435 mm, müssen die Wagen internationaler Züge in der Regel an diesen Grenzen umgespurt werden. Eine Ausnahme sind Züge in die übrigen Nachfolgestaaten der Sowjetunion sowie nach Finnland und in die Mongolei, deren Bahnen ebenfalls auf Breitspur verkehren.

#### Geschichte
Ursprünglich musste deshalb an den Grenzbahnhöfen umgestiegen werden. Die ersten Spurwechselschlafwagen wurden 1953 beschafft, waren jedoch noch nicht RIC-fähig. Erste RIC-Schlafwagen mit Schürze wurden ab 1959 geliefert. Ab 1967 folgten die ersten 24,5 m langen Schlafwagen nach dem Standard UIC-Y, die erstmals mit Klimaanlage ausgerüstet waren. Die ab 1972 gelieferten Wagen hatten eine Druckbelüftungsanlage. Ab 1978 folgte die letzte UIC-Y-Serie, wieder mit Klimaanlage. All diese in ganz Mittel- und Westeuropa einsetzbaren spurwechselfähigen Schlafwagen der RŽD wurden im 20. Jahrhundert vom Waggonbau Görlitz entwickelt und gebaut.
Ab 1994 wurden 80 moderne 26,4 m lange UIC-Z-Schlafwagen (WLABmee) mit Klimaanlage geliefert, deren Drehgestelle GP200 eine Höchstgeschwindigkeit von 200 km/h ermöglichen. Die Schlafwagen haben im Allgemeinen Dreibettabteile für universelle Belegung mit ein bis drei Reisenden. Einige der 1994 gebauten Wagen wurden in Luxusschlafwagen (WLSRmee) umgebaut und haben nun vier große Zweibettabteile mit eigenem Bad sowie eine Bar. Diese werden auf der Strecke Moskau – Berlin – Paris und Moskau – Nizza eingesetzt.
Bis ca. 2012 kamen auch Wagen mit Vierbettabteilen und dem größeren russischen Fahrzeugumgrenzungsprofil nach Bulgarien und Polen, früher auch in die DDR, zum Einsatz. Sie wurden von 1948 bis 1998 in den Waggonbauwerken Ammendorf, Görlitz und Bautzen gefertigt. Diese Wagen liefen als Lademaßüberschreitung und konnten im Normalspurnetz nur auf bestimmten Strecken eingesetzt werden. Seit 2014 gehen 200 neue RIC-Schlafwagen mit Vierbettabteilen (WLABmz) in Betrieb, die von Siemens Rail Systems entwickelt wurden. Die Wagen werden im Siemens-Werk Wien-Simmering gefertigt, die Normalspurdrehgestelle in Graz und die Breitspurdrehgestelle im Waggonbauwerk Twer der Transmashholding. Sie haben inzwischen die meisten älteren Typen für den Übergang ins europäische Normalspurnetz abgelöst.
Alle im Normalspurnetz eingesetzten Wagen der RŽD sind Schlafwagen. Bei diesen Fahrzeugen wird im Grenzbahnhof beim Übergang zur anderen Spurweite der Wagenkasten von den Drehgestellen abgehoben und auf die Drehgestelle der anderen Spurweite gesetzt.

#### Gegenwart
Seit 2006 existiert ein Joint Venture mit der Finnischen Staatsbahn mit Namen Karelian Trains, das seit 2010 den Verkehr zwischen Helsinki und dem Ladoga- oder dem Moskauer Bahnhof in Sankt Petersburg mit Hochgeschwindigkeitszügen (Sapsan) betreibt. Infolge des Russischen Überfalls auf die Ukraine wurde der gesamte Auslandsverkehr nach Finnland jedoch im März 2022 bis auf weiteres eingestellt.
Seit dem Fahrplanwechsel am 17. Dezember 2016 verkehren zwischen Moskau und Berlin erstmals Züge mit verstellbaren Radsätzen, die im Bahnhof Brest Zentralny eine Umspuranlage durchlaufen, ohne dass die Radsätze getauscht werden müssen. Es sind Talgo-Züge, die von den RŽD betrieben werden. Sie verkehren unter dem Zugnamen Strizh beziehungsweise russisch Стриж (Mauersegler). Insgesamt aber war der internationale Verkehr der RŽD seit 2014 stark rückläufig. In der ersten Jahreshälfte 2019 stieg das Fahrgastaufkommen in den Auslandsverbindungen aber von dem stark abgesunkenen Niveau wieder um 12,7 % an. Am meisten trugen dazu die Verbindungen in die Mongolei (+ 16,9 %) und die Relation St. Petersburg–Helsinki (+ 16 %) bei. Ein leichter Anstieg war auch im Verkehr mit Deutschland zu verzeichnen (+1,3 %). Im Jahresfahrplan 2018/2019 werden 22 Staaten außerhalb Russlands angefahren.
| Jahr               | 2010 | 2011 | 2012 | 2013 | 2014 | 2015 | 2016 | 2017 |
| Reisende (in Mio.) | 20   | 20   | 20   | 19,4 | 10,9 | 7,6  | 7,3  | 7,1  |

Der beachtliche Rückgang im internationalen Verkehr 2013/2014 hängt mit der Einstellung fast aller Züge der RŽD in die Ukraine im Zuge der Annexion der Krim 2014 durch Russland zusammen. 2014 wurde aufgrund des massiv gesunkenen Fahrgastaufkommens ein Großteil der Züge im russisch-ukrainischen Verkehr eingestellt, die Verbleibenden wurden mit Ausnahme des durchgehenden RŽD-Zugs nach Chișinău (via Kiew und Tiraspol) von der ukrainischen Staatsbahn betrieben.
Während früher Schlafwagenverbindungen von Moskau in nahezu alle Hauptstädte Mittel- und Osteuropas bestanden, wurden diese Verbindungen in den letzten Jahren stark reduziert. Zum Fahrplanwechsel am 17. Dezember 2016 wurden die meisten Kurse auf den Balkan eingestellt. Weitere Einstellungen wurden erwogen. Folgende Verbindungen ins Ausland mit Wagen der RŽD bestanden 2019:
- Paris
- Nizza (Moskau-Nizza-Express)
- Berlin
- Warschau
- Prag
- Wien
- Helsinki
- Tallinn
- Vilnius
- Minsk
- Chișinău
- Baku
- Taschkent
- Bischkek
- Astana
- Almaty
- Ulaanbaatar
- Peking

Daneben bestanden ab Moskau Verbindungen nach Lettland, der Ukraine, Tadschikistan und Nordkorea, die nicht mit Schlafwagen der RŽD, sondern der jeweiligen Staatsbahnen betrieben wurden. Auch verkehrten aus zahlreichen postsowjetische Nachbarstaaten Russlands neben den RŽD-Zügen Züge mit Wagen der jeweiligen Staatsbahnen nach Russland.
Alle Verbindungen zu den westlichen Nachbarstaaten Russlands mit Ausnahme von Belarus sowie weiteren Zielen innerhalb Europas wurden nach dem russischen Überfall auf die Ukraine im Februar 2022 schrittweise suspendiert.

## Güterverkehr
Für den Güterverkehr wurden 2007 das Tochterunternehmen Perwaja Gruzowaja Kompanija (PGK, Freight One), die etwa 244.000 Güterwagen (ein Viertel des Gesamtbestands) erhielt, und 2010 eine zweite Tochter, Wtoraja Gruzowaja Kompanija (WGK, Freight Second), die 156.000 Güterwagen erhielt, gegründet. Im Oktober 2011 wurden fast 75 Prozent der Aktien der PGK an die UCL-Holding des Milliardärs Wladimir Lissin verkauft.
Die am 26. August 2010 gegründete Gesellschaft JSC Federal Freight ist nach eigenen Angaben einer der größten Cargo-Betreiber Russlands.
Im März 2008 wurde zur Vermarktung des geplanten Containerzuges Trans-Eurasia-Express das Joint Venture Trans Eurasia Logistics GmbH (TEL) zwischen den RŽD und der DB AG gegründet. Diese Gesellschaft hat das Ziel, den Trans-Eurasia-Express als Blockzug zwischen Europa, Russland und China schrittweise aufzubauen und übernimmt die Koordination zwischen den beteiligten Eisenbahngesellschaften.
Aufgrund der gegen Russland ausgesprochenen Sanktionen wegen des russischen Angriffskriegs gegen die Ukraine waren in der ersten Aprilhälfte 2022 bereits 150.000 Güterwagen abgestellt, was bereits den laufenden Betrieb behinderte.

## Auslandsaktivitäten im Infrastrukturbereich

### Eisenbahn
2019 bauten die RŽD an Infrastrukturprojekten in Kuba, Serbien, der Mongolei und Armenien. In einer Reihe anderer Staaten war sie im Rahmen von Joint ventures engagiert. 2020 kamen Projekte in Indien und Montenegro hinzu.

In Nordkorea beteiligten sich die RŽD an Ausbau und Betrieb der grenzüberschreitenden Strecke vom russischen Chassan nach Rajin und am Bau eines Containerterminals in Rajin. 
In Libyen baute eine Tochtergesellschaft der RŽD seit 2008 die Hochgeschwindigkeits-Bahnstrecke Sirt–Bengasi. Mit dem Beginn des Aufstandes in Libyen wurden die Bauarbeiten eingestellt.
Die RŽD haben im Mai 2009 zusammen mit der ukrainischen und slowakischen Eisenbahn sowie der ÖBB ein Joint Venture gegründet, um die Möglichkeit einer Verlängerung der breitspurigen Bahnstrecke Uschhorod–Košice um 600 Kilometer nach Wien zu prüfen. Dazu wird die Breitspur Planungs GmbH in Österreich gegründet, an der die vier Eisenbahngesellschaften zu gleichen Anteilen beteiligt sind. 2020 befand sich das Projekt immer noch vor dem Stadium konkreter Planungen.

### Andere
2009 wurde mit dem österreichischen Baukonzern Alpine Holding die Tochtergesellschaft Alpine-RZDstroy GmbH gegründet, um gemeinsam Infrastrukturvorhaben, wie zum Beispiel Neubauten für Sotschi 2014, durchzuführen.

## Mitarbeiter
|                       | Rangabzeichen der Mitarbeiter der offenen Aktiengesellschaft „Russische Eisenbahnen“ | Rangabzeichen der Mitarbeiter der offenen Aktiengesellschaft „Russische Eisenbahnen“ | Rangabzeichen der Mitarbeiter der offenen Aktiengesellschaft „Russische Eisenbahnen“ | Rangabzeichen der Mitarbeiter der offenen Aktiengesellschaft „Russische Eisenbahnen“ | Rangabzeichen der Mitarbeiter der offenen Aktiengesellschaft „Russische Eisenbahnen“ | Rangabzeichen der Mitarbeiter der offenen Aktiengesellschaft „Russische Eisenbahnen“ |
| --------------------- | ------------------------------------------------------------------------------------ | ------------------------------------------------------------------------------------ | ------------------------------------------------------------------------------------ | ------------------------------------------------------------------------------------ | ------------------------------------------------------------------------------------ | ------------------------------------------------------------------------------------ |
| Rangabzeichen         |                                                                                      |                                                                                      |                                                                                      |                                                                                      |                                                                                      |                                                                                      |
| Dienstpostenkategorie | Generaldirektor                                                                      | außerhalb der Kategorien                                                             | Höhere Kategorie                                                                     | Ältere Kategorie                                                                     | Mittlere Kategorie                                                                   | Jüngste Kategorie                                                                    |
| Quelle:               | [ 50 ]                                                                               | [ 50 ]                                                                               | [ 50 ]                                                                               | [ 50 ]                                                                               | [ 50 ]                                                                               | [ 50 ]                                                                               |